# Gulf Saint Vincent
Gulf Saint Vincent (engelska: Saint Vincent Gulf, Gulf of Saint Vincent, Saint Vincent’s Gulf) är en bukt i Australien. Den ligger i delstaten South Australia, omkring 44 kilometer väster om delstatshuvudstaden Adelaide.